# Culoar de zbor
Un culoar de zbor este o rută aeriană obligatorie pe care trebuie s-o urmeze aeronavele în zbor în vederea evitării coliziunilor și pentru o mai bună legătură radio între aeronave și punctele terestre de urmărire și control al traficului aerian.

## Culoare de zbor
Pentru avioanele civile culoarele de zbor se pot referi la orice porțiune din traseele dintre plecări și destinații.
Pentru avioanele militare culoarul de zbor se referă la:
- culoar de aterizare-decolare - o porțiune a câmpului de zbor la aerodromuri fără pistă artificială, destinată pentru aterizare-decolare,
- culoar de trecere prin zona de foc a rachetelor și artileriei antiaeriene - o fâșie din zona de foc a unui sistem de apărare antiaerian prin care aviația proprie poate să treacă fără riscul de a fi lovită de apărarea antiaeriană proprie și a stânjeni acțiunea artileriei și a rachetelor antiaeriene.

Culoarul de zbor nu trebuie confundat cu calea aeriană, (engleză Airway), care este o rută recomandată, dar din care ieșirea este admisă dacă circumstanțele o cer, în timp ce respectarea culoarului de zbor este obligatorie.

## Controverse
Deși motoarele cu reacție actuale, în special cele ale avioanelor comerciale, sunt considerabil mai silențioase decât cele de la mijlocul secolului al XX-lea, ele totuși fac zgomot, care este perceput ca supărător când avioanele sunt aproape de sol, adică în preajma aeroporturilor, în procedurile de decolare sau aterizare. Cei ce locuiesc în zonă încearcă să impună culoare de zbor cât mai îndepărtate de proprietățile lor. În România spațiul aerian însă nu aparține proprietarilor terenurilor, care nu au nicio posibilitate legală de a impune sau a desființa culoare de zbor. Pe de altă parte, direcția efectivă de zbor în procedura de apropiere la aterizare sau după decolare depinde de direcția vântului și este dificil de a respecta în aceste proceduri un culoar de zbor, motiv pentru care autoritățile aeronautice (în România Autoritatea Aeronautică Civilă Română), a căror principală preocupare este siguranța pasagerilor, refuză pe cât posibil să introducă restricții suplimentare, ca cele date de culoarele de zbor în procedurile de decolare și aterizare.